# Susanna Rigacci
Susanna Rigacci, née en Suède, est une chanteuse italienne.

## Biographie
Elle est issue d'une famille de musiciens : son père Bruno Rigacci est ainsi compositeur, pianiste et chef d'orchestre. Elle obtient les plus hautes distinctions du Conservatoire Luigi Cherubini de Florence,.
Elle a étudié ensuite avec Gina Cigna et Iris Adami Corradetti (it). Sous la direction de cette dernière, elle reçoit le premier prix du Concours Battistini à Rieti puis fait ses débuts  dans le rôle de Rosina du Barbier de Séville.
Susanna Rigacci a chanté dans les plus grands théâtres et opéras italiens dont La Scala de Milan, le Maggio Musicale de Florence, etc.. Elle accompagne le compositeur Ennio Morricone sur plusieurs de ses tournées et concerts, notamment son concert sur la place Saint-Marc à Venise en 2007, ou sa tournée mondiale "60 years of music" entre 2016 et 2018.